# Jean-Pierre de Vincenzi
Jean-Pierre De Vincenzi, également connu sous le diminutif JPDV, né le 27 mars 1957 à Marmande, est un ancien entraîneur et dirigeant de basket-ball français. Il a exercé les fonctions de directeur technique national (DTN) et de directeur général de la Fédération française de basket-ball, puis celle de directeur général de l'INSEP avant d'être nommé Inspecteur général de la Jeunesse et des Sports.

## Biographie

### Basket-ball
En 1992, il mènera l’équipe de France junior au titre européen : les joueurs majeurs de cette équipe sont Laurent Sciarra, Laurent Foirest, Olivier Saint-Jean (qui choisit plus tard de porter le nom de Tariq Abdul Wahad) et Cyril Julian,. C'est le premier titre européen d'une équipe nationale dans l'histoire du basket-ball français.
En 1993, il est nommé manager général des équipes de France seniors et entraîneur de l'équipe de France A',. 
En septembre 1995, il succède à Michel Gomez à la tête de l'équipe de France. Grâce à la quatrième place lors du championnat d'Europe 1999 qui se déroule en France, l'équipe de France obtient sa qualification pour les Jeux olympiques d'été 2000 de Sydney.  Sous sa houlette, l'équipe de France y obtient la médaille d'argent, battue par les États-Unis en finale. Après cette compétition, il décide de quitter le poste d'entraîneur, son adjoint Alain Weisz prenant sa succession. Sous sa direction, l'équipe de France joue un total de 81 matchs, pour un bilan de 50 victoires et 31 défaites. Il cumule depuis 1997 les postes d'entraîneur et de directeur technique national (DTN), poste qu'il continue d'assumer. 
Sous sa direction à la tête de direction technique nationale, les équipes nationales remportent un nombre alors jamais atteint de médailles : chez les équipes séniores, l'équipe de France féminine remporte deux titres européens, en 2001 sous la direction d'Alain Jardel,, et 2009, la médaille de bronze en 2011 et la médaille d'argent Jeux olympiques 2012 de Londres. La sélection masculine, outre la médaille d'argent aux Jeux olympiques de Sydney de 2000, remporte la médaille de bronze du championnat d'Europe 2005, et la médaille d'argent en 2011, cette dernière qualifiant l'équipe de France pour les Jeux olympiques de Londres 2012. Avec les sélections masculines jeunes, La France remporte les titres européens en 2004 chez les 16 ans et moins, en 2006 chez les 18 ans et moins, en 2010 chez les 20 ans et moins. Les sélections féminines sont championnes d'Europe en 2001 et 2007 pour les 16 ans et moins, en 2005 et 2009 chez les 20 ans et moins et en 2012 avec les 18 ans et moins. Les sélections de jeunes remportent également de nombreuses médailles d'argent et de bronze.
Il est considéré comme étant "l'homme qui a rétabli la crédibilité internationale de la sélection et par extension, celle de tout le basket français"
Afin de préparer la Fédération française de basket-ball aux évolutions futures qui l’attendent, le comité directeur fédéral, sous la direction d'Yvan Mainini réélu pour un cinquième mandat depuis quelques mois, lui demande de piloter sa réorganisation opérationnelle. Ainsi, le 2 novembre 2009, il prend les fonctions de directeur général de la Fédération française de basket-ball.

### Direction de l'INSEP
En janvier 2013, la ministre des Sports Valérie Fourneyron nomme de Vincenzi à la direction générale de l'INSEP, nomination qui est effective en mars. 
Durant son mandat à la tête l’INSEP, l’activité de cet EPSCP (Établissement public à caractère scientifique, culturel et professionnel)[source insuffisante] sera fortement axée sur :
- l’émergence d’un projet d’établissement (le premier dans l’histoire de cette entité) fortement axé sur le traitement de la haute performance[22][source insuffisante]
- la mission d’optimisation de la performance des fédérations olympiques et paralympiques(MOP) afin de mieux évaluer l’action des fédérations olympiques et paralympiques et leur proposer un accompagnement afin de les aider à atteindre les plus hautes marches des podiums.
- la mission Grand INSEP (MGI) sur la base d’un réseau des établissements publics et privés labellisés, organisés pour et capables de répondre aux besoins liés à la préparation des athlètes de haut niveau
- la création d’un lieu unique de rassemblement des différentes entités du sport français (CNOSF, Ministère des Sports, MOP, MGI, ASDTN, CPSF) afin de permettre une meilleure coordination entre ces dernières et un service plus efficace aux fédérations et à leurs DTN et entraineurs nationaux.
- un travail de positionnement à l’international afin que cet établissement d’ampleur nationale acquière une dimension internationale.
- la réorganisation fonctionnelle de l’établissement en pôles d’activités, afin de faciliter un travail transversal entre les différentes entités de l’INSEP et une meilleure activité en « modes projets » entre les différents spécialistes, au service des athlètes et des entraîneurs.
- la pérennité structurelle de l’INSEP, par la mise en œuvre d’un plan pluriannuel d’investissement autofinancé en alimentant fortement un fonds de roulement (qui a doublé entre 2012 et 2015, passant de 8,3 millions d'euros en 2012 pour atteindre 16,8 M€ en 2015) soulignant ainsi une gestion financière vertueuse[22][source insuffisante]
- un travail de développement de la marque « INSEP » avec la création de supports de communication dont une WEB TV (INSEP TV).

L’année 2016 se solde, au niveau de la scolarité des jeunes athlètes, par une réussite de 100 % au baccalauréat avec 75 % de mentions. Au niveau des résultats sportifs, alors que ceux-ci présenteront un caractère historique aux Jeux olympiques de Rio de Janeiro avec 42 médailles françaises, 86 % de ces médaillés auront été accompagnés durant leur préparation par les services de l’INSEP.
À l’issue de son mandat de quatre années, en mars 2017, Jean-Pierre de Vincenzi est nommé Inspecteur général de la Jeunesse et des Sports.
En 2019, une enquête sur de possibles abus de biens sociaux est ouverte par le parquet de Paris,. Cette enquête s'appuie sur un rapport de la Cour des Comptes et un rapport de l'Inspection générale de la jeunesse et des sports remis en février 2019 qui mettent en cause Jean Pierre De Vincenzi sur sa gestion de l'INSEP et sur la revente de neuf packages pour les JO de Rio, dont quatre ayant profité à des proches de Jean-Pierre De Vincenzi.Le 27 mai 2019, une procédure disciplinaire est engagée à l'encontre de Jean-Pierre De Vincenzi qui conduira à la sanction de la mise à la retraite d'office par un décret du 22 septembre 2019. Le 28 janvier 2021, Jean-Pierre De Vincenzi obtient devant le Conseil d’État l'annulation de ce décret pour excès de pouvoir en raison d'un défaut de communication de pièces durant la procédure. Une nouvelle procédure disciplinaire est engagée à son encontre le 27 mai 2021 à l'issue de laquelle le Président de la République prononce une nouvelle sanction de mise à la retraite d'office par décret du 5 août 2021. Après un nouveau recours en excès de pouvoir de Jean-Pierre De Vincenzi devant le Conseil d’État, la décision de mise à la retraite d'office est confirmée le 18 novembre 2022 par le Conseil d’État

## Palmarès
Le palmarès de Jean-Pierre de Vincenzi en tant qu'entraîneur est :
- une médaille d'argent aux Jeux olympiques d'été 2000 de Sydney
- une 4e place au championnat d'Europe séniors (à Paris en 1999)
- une médaille d'or au championnat d'Europe Juniors (à Budapest en 1992)

## Distinctions
- Chevalier de la Légion d'honneur (décret du 13 juillet 2001)[29]